# Luka, Litîn
Luka (în ucraineană Лука, transliterat: Luka) este un sat în comuna Tesî din raionul Litîn, regiunea Vinnița, Ucraina.

## Demografie
Componența lingvistică a localității Luka
     Ucraineană (99,54%)
     Alte limbi (0,46%)
Conform recensământului din 2001, majoritatea populației localității Luka era vorbitoare de ucraineană (99,54%), existând în minoritate și vorbitori de alte limbi.